# Leucophleps
Leucophleps är ett släkte av svampar. Leucophleps ingår i familjen Albatrellaceae, ordningen Russulales, klassen Agaricomycetes, divisionen basidiesvampar och riket svampar.
|             | Scutiger |
|             | |
|             | Leucogaster |
|             | |
| Leucophleps | \| \| Leucophleps magnata \| \| \| \| \| \| Leucophleps aculeatispora \| \| \| \| \| \| Leucophleps levispora \| \| \| \| \| \| Leucophleps spinispora \| \| \| \| |
|             | \| \| Leucophleps magnata \| \| \| \| \| \| Leucophleps aculeatispora \| \| \| \| \| \| Leucophleps levispora \| \| \| \| \| \| Leucophleps spinispora \| \| \| \| |
|             | Albatrellus |
|             | |
|             | Polyporoletus |
|             | |
|             | Jahnoporus |
|             | |
|             | Mycolevis |
|             | |
|             | Leucophleps magnata |
|             | |
|             | Leucophleps aculeatispora |
|             | |
|             | Leucophleps levispora |
|             | |
|             | Leucophleps spinispora |
|             | |

|  | Leucophleps magnata       |
|  |                           |
|  | Leucophleps aculeatispora |
|  |                           |
|  | Leucophleps levispora     |
|  |                           |
|  | Leucophleps spinispora    |
|  |                           |

## Bildgalleri

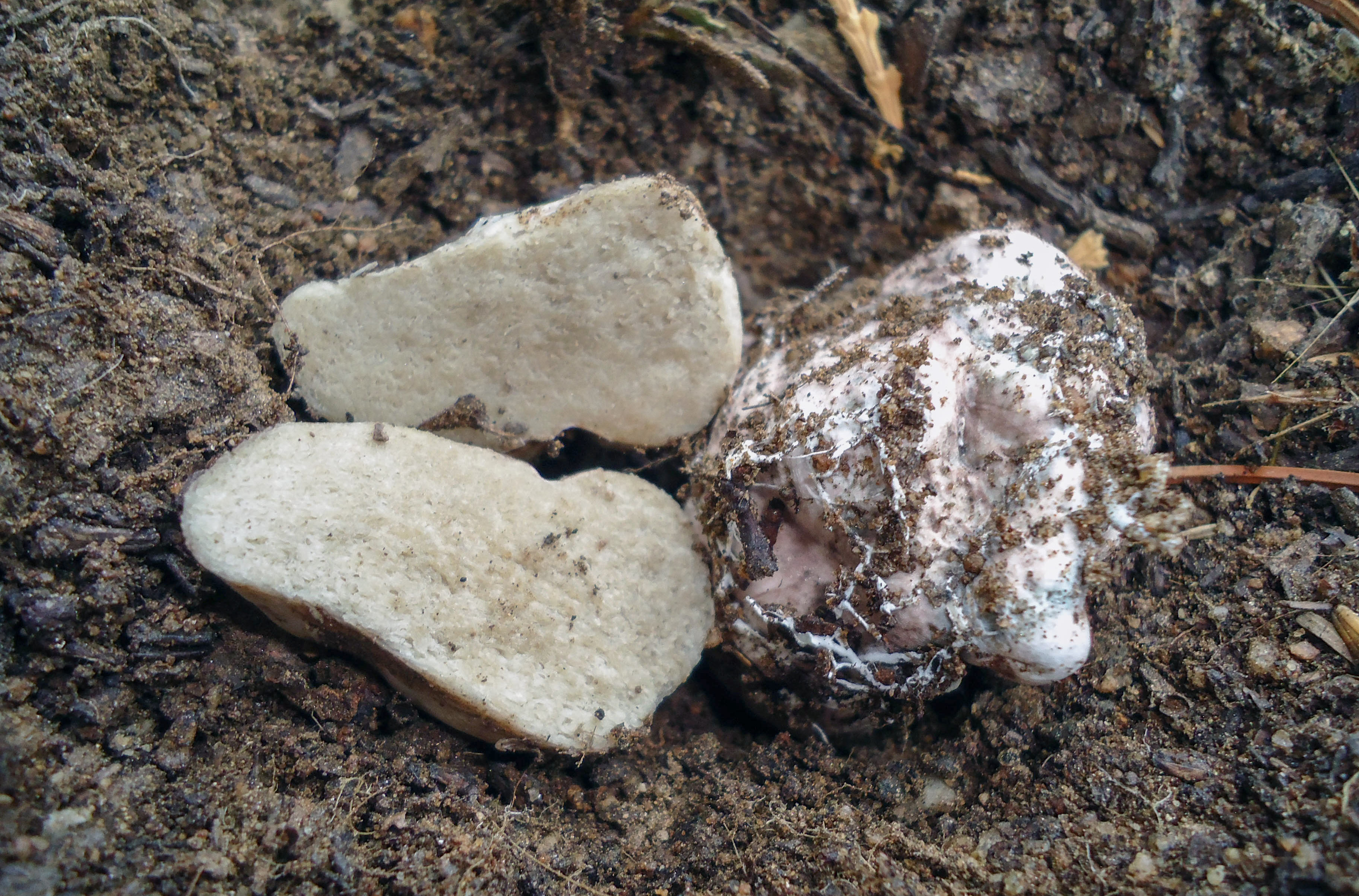